# Anelosimus sumisolena
Anelosimus sumisolena is een spinnensoort in de taxonomische indeling van de kogelspinnen (Theridiidae).
Het dier behoort tot het geslacht Anelosimus. De wetenschappelijke naam van de soort werd voor het eerst geldig gepubliceerd in 2005 door Agnarsson.
De naam Anelosimus sumisolena is een palindroom.